# Murilo Rosa
Murilo Araújo Rosa (Brasília, 21 de agosto de 1970) é um premiado ator brasileiro, incluindo o Emmy Awards Internacional 2023. Sua infância foi marcada como lutador de taekwondo, modalidade no qual disputou a Copa do Mundo em Madri, na Espanha; além do campeonato mundial da juventude de 1990 na cidade de Santander, voltando ao país com uma medalha de destaque pela participação. Seu interesse pela carreira artística começou em 1991, ao estudar artes cênicas na Faculdade de Artes Dulcina de Moraes. No ano seguinte, transferiu-se para a cidade do Rio de Janeiro para continuar estudando no Teatro O Tablado, até estrear na televisão em abril de 1994 com a telenovela 74.5: Uma Onda no Ar.
Em 1996 se destacou em Xica da Silva e no ano seguinte, em 1997, viveu o seu primeiro protagonista na televisão em Mandacaru, ambas da Rede Manchete. No entanto, sua carreira foi consolidada a partir de 1999 quando transferiu-se para a Rede Globo para interpretar Amadeu, o vilão da minissérie Chiquinha Gonzaga e, no mesmo ano, ser o estudante Eugênio em Força de um Desejo. Em 2005, protagonizou pela primeira vez no canal de Roberto Marinho na telenovela América, dando sua vida ao peão Dinho, personagem que lhe garantiu a premiação de melhor ator e par romântico, no Prêmio Extra de Televisão e 8.º Prêmio Contigo!, respectivamente. Além disso, voltaria a protagonizar mais duas obras da emissora global: Desejo Proibido como o padre Miguel; e Araguaia, na pele de Solano.

## Biografia

### 1970–1996: Atleta detaekwondoe início da carreira artística
(...) Ou eu vou treinar 15 horas por dia, vou voltar e ser campeão mundial ou eu vou parar. Mas me apaixonei pelo teatro e abandonei a faculdade de educação física, que eu fazia por causa do taekwondo.

Murilo Rosa, sobre trocar o esporte pela carreira artística.
Filho de Odair Rosa e Maria Luiza Araújo, Murilo nasceu em Brasília, tendo sua infância marcada como lutador de taekwondo. O atleta sonhava em disputar os Jogos Olímpicos; inclusive, representou o Brasil no mundial da juventude na cidade de Santander, na Espanha, em 1990, voltando ao país com uma medalha de destaque pela sua participação, além da Copa do Mundo da modalidade em Madri, no qual perdeu a disputa pelo bronze contra um adversário dos Estados Unidos. Embora tenha chegado a cursar educação física, Murilo trocou o esporte pela vida artística em 1991, quando começou a estudar artes cênicas na Faculdade de Artes Dulcina de Moraes, profissão na qual se identificou.
Em 1992, Murilo transferiu-se para o Rio de Janeiro e iniciou sua trajetória como ator estudando no Teatro O Tablado. No ano seguinte, participou das peças A Gente Não Tem Cara de Babaca, interpretando João; além de O Diamante do Grão Mongol, como Chico Ferroada. Seu primeiro trabalho na televisão, no entanto, só viria em 1994, na telenovela 74.5: Uma Onda no Ar, da Rede Manchete, vivendo Carlos Daniel. No mesmo ano, ainda participou da série Confissões de Adolescente, da TV Cultura, no episódio "Histórias de Amor".
Em 1995, foi protagonista no teatro em Porco com Asas, como Rocco, papel que lhe rendeu os prêmios de melhor ator no Festival Carioca de Novos Talentos e Prêmio Cantão de Teatro; além disso, também esteve no palcos em Robin Hood, dando vida ao personagem homônimo. No mesmo ano, foi convidado pela Rede Globo para participar da série Malhação como Jurandir. Murilo também estreou no cinema em Uma Vida Dividida vivendo Joaquim Pedro, filme baseado na história do cineasta Arne Sucksdorff. No ano seguinte, foi para o SBT para interpretar Henrique em Antônio Alves, Taxista e, por sua vez, retornou para Rede Manchete em Xica da Silva, na pele de Martim.

### 1997–2010: Papéis de protagonista e auge na Rede Globo
(...) A minha carreira sempre foi ascendente, degrau por degrau. Meus personagens foram evoluindo. Acho importante, sim, você ser um ator que queira assumir a responsabilidade, protagonizar uma novela, um filme, uma produção teatral. Acho que esse é o objetivo do ator. É só não colocar isso apenas como o foco principal.

Murilo Rosa, sobre a relevância de interpretar personagens no decorrer do tempo.
Em 1997, interpretou Tenente Aquiles em Mandacaru, seu primeiro protagonista na televisão. Posteriormente, o ator também foi premiado com Troféu Oscar Santos. Em 1998, Murilo protagonizou dois nomes no cinema: Paulo em Você Sabe Quem e Ismael em Ismael e Adalgisa. No mesmo ano, no teatro, também deu vida ao Anselmo Santos de Andrade, personagem principal da peça Viva o Demiurgo.
Em 1999, Murilo retornou para a Rede Globo na minissérie Chiquinha Gonzaga, interpretando o vilão Amadeu. O ator se consolidou na emissora global em sua primeira telenovela das seis, intitulado Força de um Desejo, dando vida ao estudante Eugênio e, logo em seguida, atuou na pele de Celso de Lucca em O Cravo e a Rosa. No cinema, protagonizou Ismael na curta-metragem Ismael & Adalgisa, baseado na história de um dos grandes pintores da arte moderna brasileira; papel que lhe rendeu o prêmio de melhor ator no Festival de Varginha.
No primeiro ano do século XXI, interpretou Diogo Soares Cabral em A Padroeira e, posteriormente, fez uma participação especial na série Brava Gente, no episódio "Ariosvaldo e o Lobisomen". No teatro, em 2002, contracenou com a atriz Leandra Leal na peça Se Correr o Bicho Pega, Se Ficar o Bicho Come, encarnando Roque; no mesmo ano,  também atuou no espetáculo Blue Room, vivendo cinco personagens. Murilo se encarnou no Coronel Corte Real em 2003 na minissérie A Casa das Sete Mulheres e, em seguida, foi convidado pelo diretor Jayme Monjardim para atuar no filme Olga, vivendo Estevão. No ano seguinte, deu sua vida ao anarquista Frederico Schmidt na segunda fase de Um Só Coração.

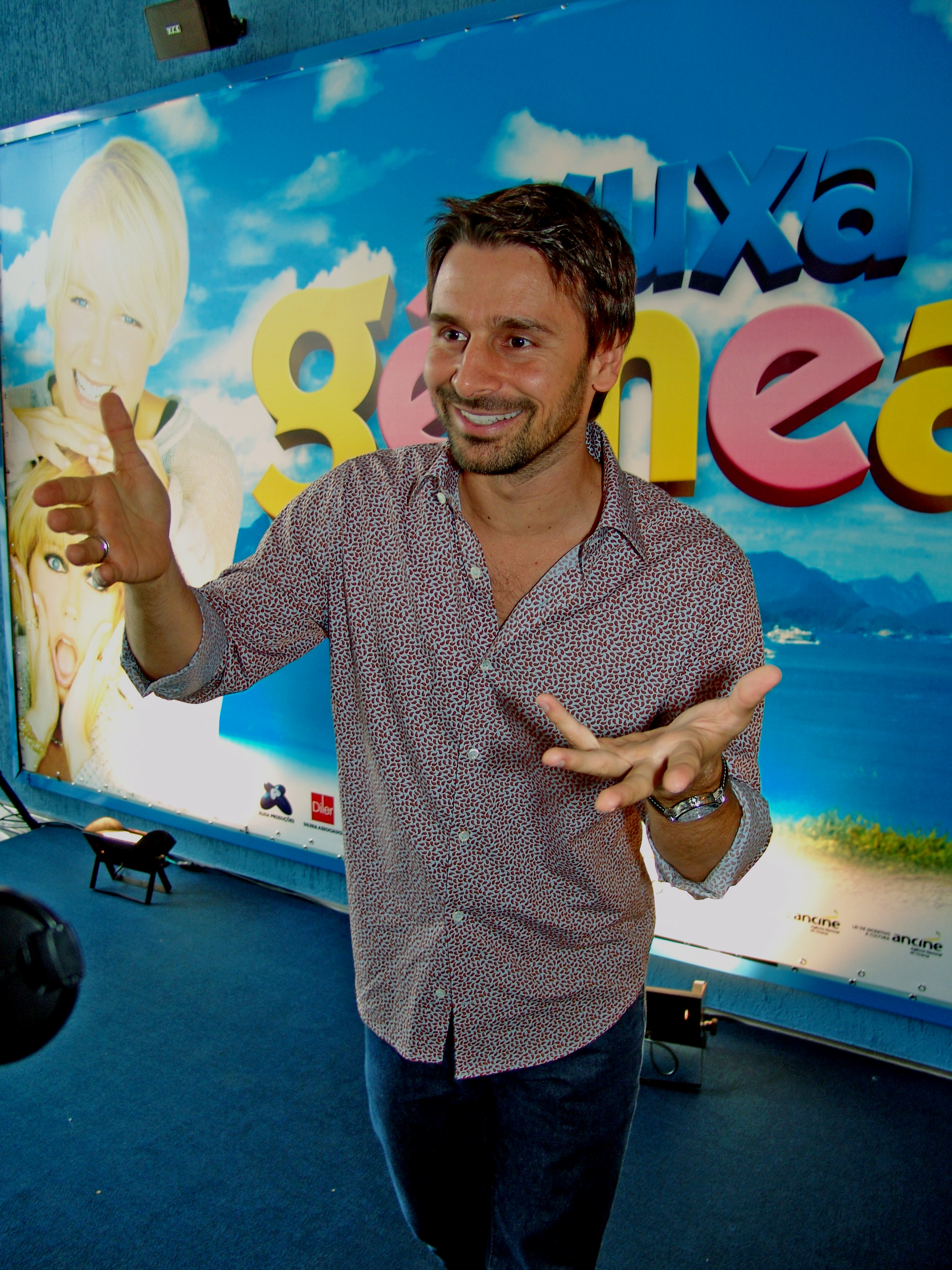
Murilo Rosa na estreia de Xuxa Gêmeas, em dezembro de 2006.

O ano de 2005 marcou a estreia de Murilo Rosa como protagonista de telenovela das oito da Rede Globo em América, na pele do peão Dinho, cujo personagem foi premiado como melhor ator e melhor casal par romântico (com a atriz Eliane Giardini) no Prêmio Extra de Televisão e 8.º Prêmio Contigo!, respectivamente. No ano seguinte, fez uma participação em Bang Bang interpretando o veterinário Josh Lucas e, posteriormente, foi vencedor da primeira edição do concurso "Dança no Gelo", quadro do programa Domingão do Faustão, além de voltar ao cinema em Xuxa Gêmeas como o mágico Ivan.
Em 2007, fez uma participação especial em A Diarista no episódio "Casal 20" e, em seguida, foi protagonista da telenovela Desejo Proibido como padre Miguel. No ano seguinte, esteve presente em dois episódios de Casos e Acasos, intitulados "As testemunhas, o hóspede e os amantes" e "Ele é ela, Ela é ele e Ela ou eu"; além de interpretar o maestro Mozart Vieira no filme Orquesta dos Meninos, história baseada na Orquestra Sinfônica dos Meninos de São Caetano, personagem que lhe garantiu o prêmio de melhor ator pelo Festival de Cinema de Los Angeles.
Em 2009, concluiu as gravações do filme No Olho da Rua, sendo o metalúrgico Otoniel Badaró; em seguida, interpretou Jesus no espetáculo Paixão de Cristo de Nova Jerusalém, e fez uma participação em Caminho das Índias como o médico Lucas. No ano seguinte, foi protagonista da telenovela Araguaia como o personagem Solano e, posteriormente, fez dois papéis no cinema, sendo o Hugo em Como Esquecer – eleito melhor ator coadjuvante no Festival de Cinema de Los Angeles – e Marcos em Aparecida: O Milagre.

### 2011–presente: Trabalhos no cinema eTV e Teatro
Em 2011, Murilo fez uma participação especial na série Macho Man como Oswaldo; no teatro, viveu Giuseppe Garibaldi em A República em Laguna. No ano seguinte, deu sua vida ao caboclo João Batista no filme Área Q e fez sua estreia como dublador em Valente. No teatro, fez parte da trigésima edição da Encenação da fundação da Vila de São Vicente como Martim Afonso de Sousa, fundador da cidade; além de encarnar Pedro I do Brasil na peça Auto da Independência no Ipiranga. Na telenovela Salve Jorge, encerrou o ano de 2012 com o personagem Élcio, um capitão de cavalaria do Exército.

### 2013 a 2017
Murilo foi protagonista de dois filmes entre 2013 e 2014: Vazio Coração como Hugo Kari – premiado como melhor ator no Festival de Cinema de Natal; além de encarnar um policial em E.A.S Esquadrão Antissequestro. Em 2015, voltou para a televisão na série Malhação: Seu Lugar no Mundo como Rubem e, em seguida, foi vencedor da primeira edição do concurso "Truque Vip", quadro do Domingão do Faustão. No ano seguinte, esteve nas telonas com o filme Rota de Fuga, na pele de Alvarez. Em 2017, fez o show de talento musical Popstar; e, posteriormente, fez participação na série Os Trapalhões. No cinema, Murilo ainda foi personagem principal em dois papéis: Ricardo em A Menina Índigo – eleito melhor ator no Festival de Cinema da Lapa – e o Diabo em A Comédia Divina.

### 2018 a 2022
Em 2018, estreou na televisão por assinatura como protagonista da série Rio Heroes, do canal Fox Premium, como Jorge Pereira, um ex-lutador responsável por criar um torneio clandestino de vale-tudo; sua segunda temporada ocorreu posteriormente. Na telenovela Orgulho e Paixão, deu sua vida ao Jorge Nascimento e, no cinema, foi o Major Ramiro de Oliveira em A Cabeça do Gumercindo Saraiva. No espetáculo Entusiasmo, Murilo comemorou seus 25 anos de carreira cantando trilhas sonoras de seus personagens. Em 2020, interpretou Mário na telenovela Salve-se Quem Puder. Após acabar seu contrato com a Globo, Murilo Rosa entra na HBOmax, assina contrato com a Warner Media e seu primeiro trabalho será como apresentador de “A Ponte, The Bridge Brasil”, (2022), um programa de entretenimento sem roteiro inédito no Brasil, onde Murilo apresenta e narra o programa. No Teatro Murilo Rosa protagoniza “Barnum, O Rei do Show”, Musical da Broadway, sucesso de crítica e público em São Paulo e no Rio de Janeiro. Com indicações aos prêmios mais importantes do país, entre eles: Bibi Ferreira (como melhor ator em musical) e o Cesgranrio (como melhor ator em musical).
Murilo Rosa em 2023 completa 30 anos de carreira em grande estilo, vencendo o Emmy internacional 2023 por, “A Ponte, The Bridge Brasil”, um feito histórico para o Brasil. Murilo Rosa é um ator, mas com “The Bridge”, se torna o primeiro e único apresentador Brasileiro a ter um Emmy. Ainda em 2023, interpreta Tomás, que viverá um romance polêmico em “Beleza Fatal”, a primeira novela da Hbomax para a América Latina..

## Vida pessoal
Murilo Rosa começou a namorar a atriz Vanessa Lóes em 1995, no ano de 1997 se casaram porém o casamento chegou ao fim em 2001. Em novembro de 2001, conheceu a atriz Vera Fischer numa gravação de clipe da cantora Ivete Sangalo no Rio de Janeiro, mas o namoro com Fischer só ocorreu na festa de aniversário dela em dezembro daquele ano, com relação assumida durante a véspera de ano-novo, na Praia de Copacabana. No entanto, a relação durou apenas oito meses e o casal terminou em setembro de 2002.
Em 2003, começou a namorar com a modelo Fernanda Tavares. Quatro anos mais tarde, especificamente num sábado, 28 de julho de 2007, ambos se casaram na Igreja de Nossa Senhora do Rosário, em Goiás. Lucas, o primeiro filho do casal, que veio de parto cesariana, nasceu em 22 de outubro daquele ano, na Clínica Perinatal de Laranjeiras, no Rio de Janeiro. O segundo filho, Arthur Tavares Rosa, veio após cinco anos, em 1.º de novembro de 2012.

## Filmografia

### Televisão
| Ano     | Título                               | Personagem                 | Notas                                              |
| ------- | ------------------------------------ | -------------------------- | -------------------------------------------------- |
| 1994    | 74.5: Uma Onda no Ar                 | Carlos Daniel              |                                                    |
| 1995    | Confissões de Adolescente            | Marcelo Kinderé            | Episódio: "Histórias de Amor"                      |
| 1995    | Incrível, Fantástico, Extraordinário | Felipe                     | Episódio: "4"                                      |
| 1995    | Você Decide                          | Rodrigo                    | Episódio: "Perigo Ambulante"                       |
| 1995    | Malhação                             | Jurandir                   | Episódio: "7 de dezembro"                          |
| 1996    | Antônio Alves, Taxista               | Henrique                   |                                                    |
| 1996    | Xica da Silva                        | Martim Caldeira Brant      |                                                    |
| 1997    | Mandacaru                            | Tenente Aquiles            |                                                    |
| 1999    | Chiquinha Gonzaga                    | Amadeu                     |                                                    |
| 1999    | Força de um Desejo                   | Eugênio Cardoso            | Episódio: "10 de maio"                             |
| 2000    | Você Decide                          | Fabrício                   | Episódio: "O Poderoso"                             |
| 2000    | Você Decide                          | Gustavo                    | Episódio: "A Poderosa"                             |
| 2000    | O Cravo e a Rosa                     | Celso de Lucca             |                                                    |
| 2001    | A Padroeira                          | Diogo Soares Cabral        |                                                    |
| 2002    | Brava Gente                          | Lobisomem                  | Episódio: "Ariosvaldo e o Lobisomem"               |
| 2003    | A Casa das Sete Mulheres             | Afonso Corte Real          |                                                    |
| 2004    | Um Só Coração                        | Frederico Schmidt da Silva |                                                    |
| 2005    | América                              | Denilson Martins (Dinho)   |                                                    |
| 2006    | Bang Bang                            | Josh Lucas                 | Episódios: "2–22 de abril"                         |
| 2006    | Dança do Gelo                        | Participante               | Temporada 1                                        |
| 2007    | A Diarista                           | Cláudio Celso              | Episódio: "Aquele do Casal 20"                     |
| 2007    | Desejo Proibido                      | Padre Miguel Meireles      |                                                    |
| 2008    | Casos e Acasos                       | Rubens                     | Episódio: "Ele é Ela, Ela é Ele e Ela ou Eu"       |
| 2008    | Casos e Acasos                       | Cássio                     | Episódio: "As Testemunhas, o Hóspede e os Amantes" |
| 2009    | Caminho das Índias                   | Lucas Garrido              |                                                    |
| 2010    | Araguaia                             | Solano Almeida Rangel      |                                                    |
| 2011    | Macho Man                            | Oswaldo                    | Episódio: "Psicologia Barata"                      |
| 2012    | Salve Jorge                          | Capitão Élcio Azevedo      |                                                    |
| 2015–16 | Malhação: Seu Lugar no Mundo         | Rubem Andrade (Binho)      |                                                    |
| 2017    | Popstar                              | Participante               | Temporada 1                                        |
| 2018–19 | Rio Heroes                           | Jorge Pereira              |                                                    |
| 2018    | Orgulho e Paixão                     | Jorge Antunes              |                                                    |
| 2020-21 | Salve-se Quem Puder                  | Mário Furtado              |                                                    |
| 2022    | A Ponte:The Bridge Brasil            | Apresentador               |                                                    |
| 2022    | Oscar 2022                           | Apresentador               |                                                    |
| 2025    | Beleza Fatal                         | Dr. Tomás Monteiro         |                                                    |

### Cinema
| Ano  | Título                                   | Personagem               | Notas               |
| ---- | ---------------------------------------- | ------------------------ | ------------------- |
| 1995 | Uma Vida Dividida                        | Joaquim                  |                     |
| 1997 | Promessas                                | Felipe                   | Curta-metragem      |
| 1998 | Você Sabe Quem                           | Paulo                    | Curta-metragem      |
| 1998 | Ismael e Adalgisa                        | Ismael                   | Média-metragem      |
| 2004 | Olga                                     | Estevan                  |                     |
| 2005 | O Segredo                                | Dudu                     | Curta-metragem      |
| 2006 | Xuxa Gêmeas                              | Ivan                     |                     |
| 2007 | O Tablado e a Maria Clara Machado        | Ele mesmo                | Documentário        |
| 2008 | Orquestra dos Meninos                    | Mozart Vieira            |                     |
| 2009 | No Olho da Rua                           | Otoniel                  |                     |
| 2010 | Como Esquecer                            | Hugo                     |                     |
| 2010 | Aparecida: O Milagre                     | Marcos Resende           |                     |
| 2011 | Área Q                                   | João Batista             |                     |
| 2012 | Brave                                    | Lorde Macintosh          | Dublagem brasileira |
| 2013 | Vazio Coração                            | Hugo Kari                |                     |
| 2016 | A Menina Índigo                          | Ricardo                  |                     |
| 2017 | Rota de Fuga                             | Alvarez                  | Também produtor     |
| 2017 | A Comédia Divina                         | Diabo                    |                     |
| 2018 | A Cabeça de Gumercindo Saraiva           | Major Ramiro de Oliveira |                     |
| 2018 | E.A.S.: Esquadrão Anti-Sequestro         | Rafael Borges            |                     |
| 2021 | Floresta de Pedra                        | Raul                     |                     |
| 2022 | Perseguição e Cerco a Juvêncio Gutierrez | Juvêncio Gutierrez       | Filme               |

## Teatro
| Ano  | Peça                                         | Personagem             | Notas        |
| ---- | -------------------------------------------- | ---------------------- | ------------ |
| 1993 | A gente Não Tem Cara de Babaca               | João                   |              |
| 1993 | O Diamante do Grão Mogol                     | Chico Ferroada         |              |
| 1994 | Porcos com Asas                              |                        | Protagonista |
| 1994 | Lago 22                                      | Spencer                |              |
| 1995 | Robin Hood                                   | Robin                  | Protagonista |
| 1998 | Viva o Demiurgo                              |                        | Protagonista |
| 2001 | Se Correr o Bicho Pega Se Ficar o Bicho Come |                        | Protagonista |
| 2002 | Blue Room                                    | Cinco personagens      | Protagonista |
| 2009 | Paixão de Cristo de Nova Jerusalém           | Jesus                  | Protagonista |
| 2011 | A República em Laguna                        | Garibaldi              | Protagonista |
| 2012 | Encenação da Vila de São Vicente             | Martin Afonso de Souza | Protagonista |
| 2012 | Auto da Independência                        | Dom Pedro I            | Protagonista |
| 2018 | Entusiasmo                                   | Ele mesmo              | Protagonista |
| 2022 | Barnum - O Rei do Show                       | P. T. Barnum           | Protagonista |

## Prêmios e indicações
| Ano  | Asssociações                        | Categoria                                  | Nomeações              | Resultado |
| ---- | ----------------------------------- | ------------------------------------------ | ---------------------- | --------- |
| 1993 | Prêmio Cantão de Teatro             | Melhor Ator                                | Porcos com Asas        | Venceu    |
| 1993 | Festival Carioca de Novos Talentos  | Melhor Ator                                | Porcos com Asas        | Venceu    |
| 1997 | Troféu Oscar Santos                 | Melhor Ator                                | —                      | Venceu    |
| 2002 | Festival de Cinema de Varginha      | Melhor Ator em Curta-metragem              | Ismael e Adalgisa      | Venceu    |
| 2002 | Troféu Top of Business              |                                            |                        | Venceu    |
| 2005 | Festival de Cinema de Varginha      | Melhor Ator em Curta-metragem              | O Segredo              | Venceu    |
| 2005 | Festival de Cinema de Maringá       | Melhor Ator em Curta-metragem              | O Segredo              | Venceu    |
| 2005 | Prêmio Extra de Televisão           | Melhor Ator                                | América                | Venceu    |
| 2005 | Melhores do Ano                     | Melhor Ator Coadjuvante                    | América                | Indicado  |
| 2005 | Prêmio Revista Minha Novela         | Casal do Ano (com Eliane Giardini)         | América                | Venceu    |
| 2006 | Prêmio Contigo! de TV               | Melhor Par Romântico (com Eliane Giardini) | América                | Venceu    |
| 2006 | Prêmio Staff de Ouro                | Prêmio de Honra                            | —                      | Venceu    |
| 2006 | Santa Maria Vídeo e Cinema          | Melhor Ator                                | O Segredo              | Venceu    |
| 2007 | Festival Cinema de Três Rios        | Melhor Ator                                | O Segredo              | Venceu    |
| 2009 | Los Angeles Brazilian Film Festival | Melhor Ator                                | Orquestra dos Meninos  | Venceu    |
| 2011 | Anápolis Festival de Cinema         | Melhor Ator                                | Orquestra dos Meninos  | Venceu    |
| 2011 | Prêmio Arte Qualidade Brasil        | Melhor Ator em Televisão                   | Araguaia               | Indicado  |
| 2011 | Los Angeles Brazilian Film Festival | Melhor Ator Coadjuvante                    | Como Esquecer          | Venceu    |
| 2011 | Prêmio Guarani de Cinema Brasileiro | Melhor Ator Coadjuvante                    | Como Esquecer          | Indicado  |
| 2013 | Festival de Cinema de Natal         | Melhor Ator                                | Vazio Coração          | Venceu    |
| 2017 | Festival de Cinema da Lapa          | Melhor Ator                                | A Menina Índigo        | Venceu    |
| 2018 | Troféu Nelson Rodrigues             | Conjunto da Obra                           | Carreira               | Venceu    |
| 2021 | Melhores do Ano - RD1               | Melhor Ator Coadjuvante                    | Salve-se Quem Puder    | Indicado  |
| 2022 | Prêmio Destaque Imprensa Digital    | Destaque Ator                              | Barnum - O Rei do Show | Indicado  |
| 2022 | Prêmio Cesgranrio de Teatro         | Melhor Ator em Musical                     | Barnum - O Rei do Show | Pendente  |
| 2022 | Prêmio Bibi Ferreira                | Melhor Ator em Musicais                    | Barnum - O Rei do Show | Pendente  |
| 2022 | Prêmio Destaques Musical.Rio        | Melhor Ator                                | Barnum - O Rei do Show | Indicado  |
| 2022 | Prêmio É Sobre Musicais             | Melhor Ator                                | Barnum - O Rei do Show | Venceu    |
| 2022 | Prêmio iBest                        | Influenciador Brasília                     | Murilo Rosa            | Pendente  |
| 2022 | Prémios da Lusofonia                | Prêmio Carreira                            | Murilo Rosa            | Venceu    |